# Blaise Metreweli
Blaise Metreweli   (Brent, 30 de juliol de 1977) és una alta funcionària britànica que ha desenvolupat la seva carrera en els serveis d’intel·ligència del Regne Unit. El juny de 2025 fou anunciada com a futura cap del Secret Intelligence Service (MI6), càrrec que assumirà l’1 d’octubre de 2025, esdevenint així la primera dona al capdavant de l’agència.
Actualment és directora general de Tecnologia i Innovació del mateix servei, coneguda internament com a “Q”. Al llarg de la seva trajectòria ha ocupat càrrecs de responsabilitat tant al MI6 com al MI5, incloent-hi la direcció de contraintel·ligència d’estats hostils.
Metreweli es va formar a Westminster School i va estudiar antropologia a Pembroke College (Cambridge), on formà part de l’equip guanyador de la Women’s Boat Race el 1997. Va ingressar al MI6 l’any 1999, i des de llavors ha desenvolupat un ampli recorregut dins l’àmbit de la seguretat i l’espionatge. El 2024 fou distingida amb la distinció de Company de l’Orde de Sant Miquel i Sant Jordi (CMG) pels serveis prestats a la política exterior britànica.